# Černčický von Kácov

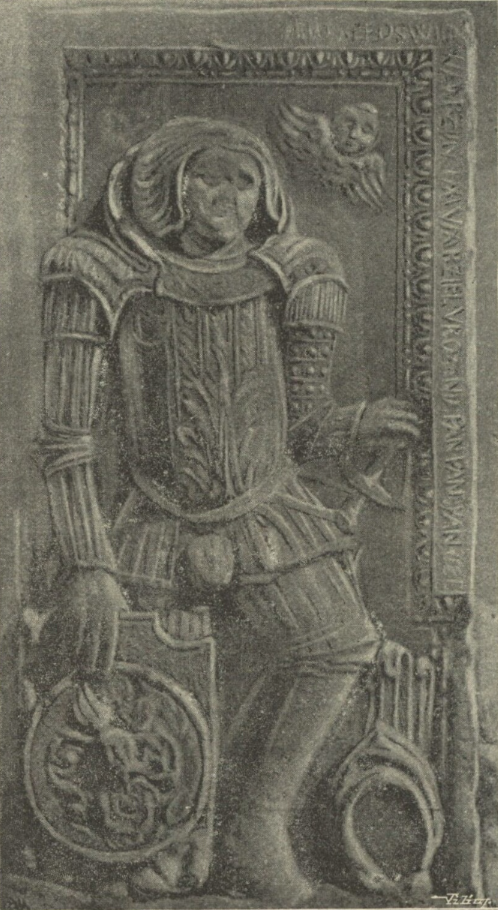
Grabstein von Jan Černčický

Die Černčický von Kácov (tschechisch Černčický z Kácova) waren ein böhmisches Adelsgeschlecht, das erstmals Anfang des 14. Jahrhunderts belegt ist und Teil des Gesamthauses Kaunitz ist.

## Geschichte
Die Černčický von Kácov waren stammverwandt mit den Herren von Martinic, Talmberg, Augezdecz, Stosch, Richnowsky von Reichenau und Kaunitz. Erstes urkundlich bekanntes Familienmitglied war Ješek z Černčic, pán na Kácově, der in einer Urkunde vom 18. August 1365 als Patron der Kirche in Býšte genannt wurde.
Vít (Veit) von Černčice war Domherr am Kollegiatkapitel St. Peter und Paul am Vyšehrad. Kácov hielt zu dieser Zeit sein Bruder Jindřich († 1392). Die Vormundschaft über dessen nicht volljährigen Söhne Beneš und Jindřich übernahm der Ritter Jan von Skalitz. Nach dem Erreichen der Volljährigkeit teilten sich beide Brüder das väterliche Erbe, Beneš erhielt die Hälfte von Kácov mit der Festung, die andere Hälfte erhielt Jindřich. Nach dem Tod der Brüder fiel Kácov an den Landesherrn heim. Am 10. April 1454 übergab König Ladislaus Postumus den Ort an Aleš von Sternberg.
Der ursprüngliche Sitz war Kácov, bis Ulrich von Kácov, Cousin des Vít/Veit von Černčice, die Herrschaft Černčice in Ostböhmen übernahm, die zuvor den ausgestorbenen Herren von Talmberg gehört hatte. Ulrich wählte von 1405 bis 1426 den Ort zu seinem Sitz und hielt zuletzt auch die Burg Rýzmburk. Sein Erbe hinterließ er seinen zwei Söhnen Arnošt und Purkart († nach 1444). Arnošt war ein entschiedener Gegner der Hussiten, gegen die er 1423 in der Schlacht bei Horschitz kämpfte. 1466 nahm er noch an Landesversammlungen der Adeligen teil.
Sein Sohn Jan, der sich mit Magdalena Žehušická z Nestajova vermählte, erwarb 1484 Krčín hinzu. 1501 gründete er die Stadt Nové Město nad Metují (Neustadt an der Metau), die er mit zahlreichen Privilegien ausstattete. An der Nord-Westseite des rechteckigen Marktplatzes errichtete er ein Kastell, das zum Schloss Nové Město nad Metují erweitert wurde. Er war Hauptmann des Königgrätzer Kreises und verkaufte 1527 Stadt und Herrschaft Nové Město nad Metují an Vojtěch von Pernstein (1490–1534). Für den Erlös erwarb er Kunštát, Lysice und Opatovice in Mähren. Er starb vermutlich 1529 und wurde in Neustadt bestattet.
Durch Heirat mit Elisabeth von Pacov gelangte Jans Sohn Arnošt an die Herrschaft Borotín. Er starb 1545 und hinterließ drei Söhne, von denen lediglich Jan d. Ä. volljährig war. Dieser heiratete 1544 Katharina von Kraselov, hielt mit ihr Střely und von 1546 bis 1548 Loutkov. 1548 erwarb er zudem Zruč nad Sázavou (Srutsch an der Sasau) hinzu. Nach dem Tod der Mutter teilte er mit seinen Brüdern neben den mährischen Besitzungen, die sie vom Vater geerbt hatten, auch Borotín, das Erbe der Mutter. Als sie diesen Besitz 1548 an Jan Hodějovský z Hodějova verkauften, besaßen sie nur noch Ländereien in Mähren. Später erhielt er noch Kunštát, das er 1550 verkaufte und sich nach Lysice und Opatovice zurückzog. Johann starb 1558. Er hinterließ die Tochter Elisabeth und die Söhne Diwiš, Eigentümer von Lysice, Václav, Bernard sowie Jan Burkart († 1585), der mit Elisabeth von Kraiger von Kraigk verheiratet war.
Johann und Bernard hielten eine Zeit lang Lysice und Chropin, das sie später verkauften. Mit Bernard erlosch das Geschlecht der Černčický von Kácov vermutlich das Anfang des 17. Jahrhunderts im Mannesstamm.